# Acanthize sobre
Espèce
Statut de conservation UICN

 LC  : Préoccupation mineure
L'Acanthize sobre (Acanthiza inornata) est une espèce de passereau appartenant à la famille des Acanthizidae.

## Répartition
Cet oiseau est endémique d'Australie.

## Sous espèces
Cet oiseau est représenté par trois sous-espèces :
- Acanthiza inornata inornata
- Acanthiza inornata masteri
- Acanthiza inornata mastersi